# Lasioglossum seriatum
Lasioglossum seriatum är en biart som beskrevs av Walker 1999. Lasioglossum seriatum ingår i släktet smalbin, och familjen vägbin. Inga underarter finns listade i Catalogue of Life.